# 會計倫理
會計倫理是指應用於會計學的價值觀和倫理判斷基準。會計倫理是會計人員會在工作中遇到的基本道德意識觀念、規範和習慣的總和。會計倫理在商業世界中，是重要的專業倫理。他屬於應用倫理學中，涉及商業倫理和人類倫理學的一支。會計倫理學最早由文藝復興時代商人帕西奥利提出，並由之後的政府、企業和商業協定們不斷的擴展至今。會計倫理學在高等教育及進入職場後的訓練中都是非常重要的訓練內容，尤其在審計和會計師的養成，具備良好的會計倫理是初學者想要進入該行業的基本條件。
進入二十一世紀後，由於會計領域服務範圍的多元化與2007-2008年金融危機時大型企業崩潰的影響，傳統式會計倫理的信譽已經開始受到质疑。因此，近年來，會計道德的相關標準、實踐程度開始受到日增的關注 。 為了有效打擊會計詐欺，迄今許多新的政府規範及民間約束力量已如雨後春筍的被建立，以挽回商界對會計行業的信心。
目前國際現行的國際財務報告準則（IFRS），是由國際會計準則理事會在會計原則的基礎上建立的。 。IFRS是國際上使用最廣的會計制度性文件，在超過115個經濟體中得到使用 。在美國，則是以GAAP為會計制度的指導方針，該制度與IFRS不同，是以一條一條的規則作為規範文字的主體 ，批評人士指出，正是這個差異，讓GAAP成為美國多起會計詐欺的幫兇 。然而，如果改為IFRS式的原則性約束，將會需要會計從業人員具備更高的專業判斷能力，因為他們將無法官僚式的跟隨法規性的文本。IFRS的精神為「可理解性、相關性、實質性、可靠性和可比性」。 